# Nikolaj Chlystov
Nikolaj Pavlovitsj Chlystov (Russisch: Николай Павлович Хлыстов) (District Pitelinski, 10 november 1932 - Moskou, 14 februari 1999) was een Sovjet-Russisch ijshockeyer. 
In 1954 werd Chlystov in het Zweedse Stockholm wereldkampioen.
Chlystov won tijdens de Olympische Winterspelen 1956 in Cortina d'Ampezzo de gouden olympische medaille, dit toernooi werd ook beschouwd als wereldkampioenschap.
Nikolaj Chlystov speelde zijn hele carrière voor HC Krylja Sovetov Moskou, en werd met deze ploeg in 1957 landskampioen.